# Milburn
Pour les articles homonymes, voir Milburn (homonymie).
Milburn est un groupe de rock indépendant britannique, originaire de Sheffield, en Angleterre. Il est composé de Joe Carnall, Louis Carnall, Tom Rowley et Joe Green.

## Biographie

### Formation et débuts (2001–2006)
Milburn commence par se produire pour des amis, s'entraînant dans la maison de la grand-mère de leur batteur, Joe Green. Le nom du groupe est issu d'un pari avec un de leurs amis, dont le surnom était Milburn. En 2002, ils remplissent deux fois The Boardwalk et jouent au Cavern Club à Liverpool, The Garage à Londres et au Leadmill à Sheffield, tout en soutenant le groupe de Tony Wright, Laika Dog), et les Cosmic Rough Riders.
La notoriété du groupe grandit par de nombreux concerts entre amis ainsi qu'avec les Arctic Monkeys, étant en première partie de ceux-ci au moment où leur single I Bet You Look Good on the Dancefloor prit la tête du classement britannique (UK Singles Chart). Le NME s'intéresse également à eux en les intégrant dans le mouvement New Yorkshire. Après la sortie des deux singles Lipstick Lickin et Showroom, sur leur propre label Free Construction, Milburn signe avec Mercury Records en 2006. Leur premier single pour ce label, Send In the Boys, atteint la 22e place au classement UK Singles Chart en avril 2006, et leur premier album, Well Well Well, sorti le 9 octobre 2006 chez Mercury Records, atteignit lui la 32e place dans ce même classement.

### These Are the Facts(2007–2008)

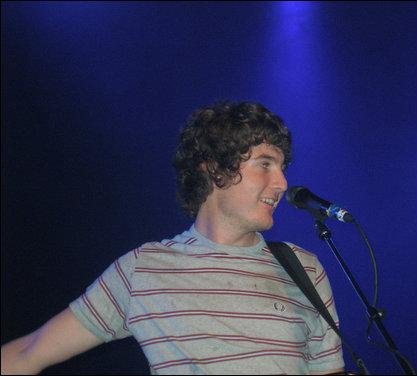
Joe Carnall.

Le second album These Are the Facts sort le 24 septembre 2007 alors que le premier single What Will You Do (When the Money Goes)? est dans les bacs depuis le 17 septembre 2007. These Are the Facts est piraté et était disponible sur un site de téléchargement privé avant sa sortie. Milburn fait la promotion de son nouvel album via une tournée britannique étalée du 13 septembre au 28 septembre 2007. Le concert final se déroula dans la salle The Leadmill à Sheffield la dernière nuit de la tournée. Toutes les places sont achetées en trois jours. 
Ce concert fait l'objet de toutes les rumeurs dont une serait que Matt Helders, le batteur des Arctic Monkeys (qui les avait déjà rejoint sur scène lors d'un précédent concert dans cette même salle serait en train de se préparer pour réitérer cette prestation. Depuis que ce concert se joue à guichet fermé, le groupe en annonce un autre à l'Octagon, en novembre.

### Séparation (2008)
Le 28 mars 2008, Milburn annonce sur son site officiel que le groupe se sépare. Précisant qu'ils sont toujours en bons termes, mais veulent simplement explorer de nouveaux horizons différemment. Le groupe jouera son dernier concert le 24 mai à la Carling Academy à Sheffield.

### Retour (depuis 2016)
Le groupe se réunit en avril 2016 pour quatre concerts à l'O2 Academy Sheffield (en) pour célébrer les dix ans de la sortie de Well Well Well. Le succès des concerts mènent le groupe à annoncer une tournée britannique et un nouveau single. Le double face-A Midnight Control / Forming of a Fate est publié en septembre 2016. Le single est enregistré aux studios Parr St. Studios, de Liverpool, avec Bill Ryder-Jones à la production. Le groupe continue de travailler avec Ryder-Jones sur un album le 26 janvier 2017.
Le groupe publie un troisième album, Time, le 29 septembre 2017 sur leur propre label, Count to 10 Records, financé par PledgeMusic. L'album est enregistré à Liverpool.

## Membres
- Joe Carnall - chant, basse
- Louis Carnall - chant, guitare
- Tom Rowley - guitare
- Joe Green - batterie

## Discographie

### Albums studio
- 2006 : Well Well Well (Mercury Records)
- 2007 : These Are the Facts (Mercury Records)
- 2017 : Times (Count to 10 Records)

### EP
- 2002 : On Top of the World
- 2003 : Along Comes Mary
- 2005 : Milburn (réédité le 17 octobre 2005 ; Free Construction)
- 2006 : Send In the Boys (Japon uniquement ; Mercury Records)

### Singles
- 2006 : Send In the Boys (Mercury Records)
- 2006 : Cheshire Cat Smile (Mercury Records)
- 2006 : What You Could've Won (Mercury Records)
- 2007 : What Will You Do (When the Money Goes)? (Mercury Records)